# Fritz Reuter
Fritz Reuter, född 7 november 1810 i Stavenhagen, död 12 juli 1874 i Eisenach, var en författare.

## Biografi
Reuters far var borgmästare i födelsestaden. Reuter studerade juridik vid universiteten i Rostock (1831) och Jena (från 1832), men greps 1833 i Berlin och dömdes 1837 till döden för deltagande i studenternas frihetsrörelse. Han slapp dock undan med fängelse och benådades 1840. Under sin fängelsetid satt han internerad i Berlin, Silberberg, Groß Glogau, Magdeburg, Graudenz och Dömitz.
Under flera år ägnade han sig sedan åt lantbruk. Sedan reste han omkring som lärare och tidningsman. År 1863 slog han sig ned i Eisenach som författare.
Reuter skrev realistiska och humoristiska folklivsskildringar på mecklenburgska, en lågtysk dialekt. Hans roman Livet på landet har blivit filmatiserad flera gånger.
Fritz Reuters rollfigurer och orter i hans böcker har fått ge namn åt gator och platser i Hufeisensiedlung i Berlin.

## Minnesmärken

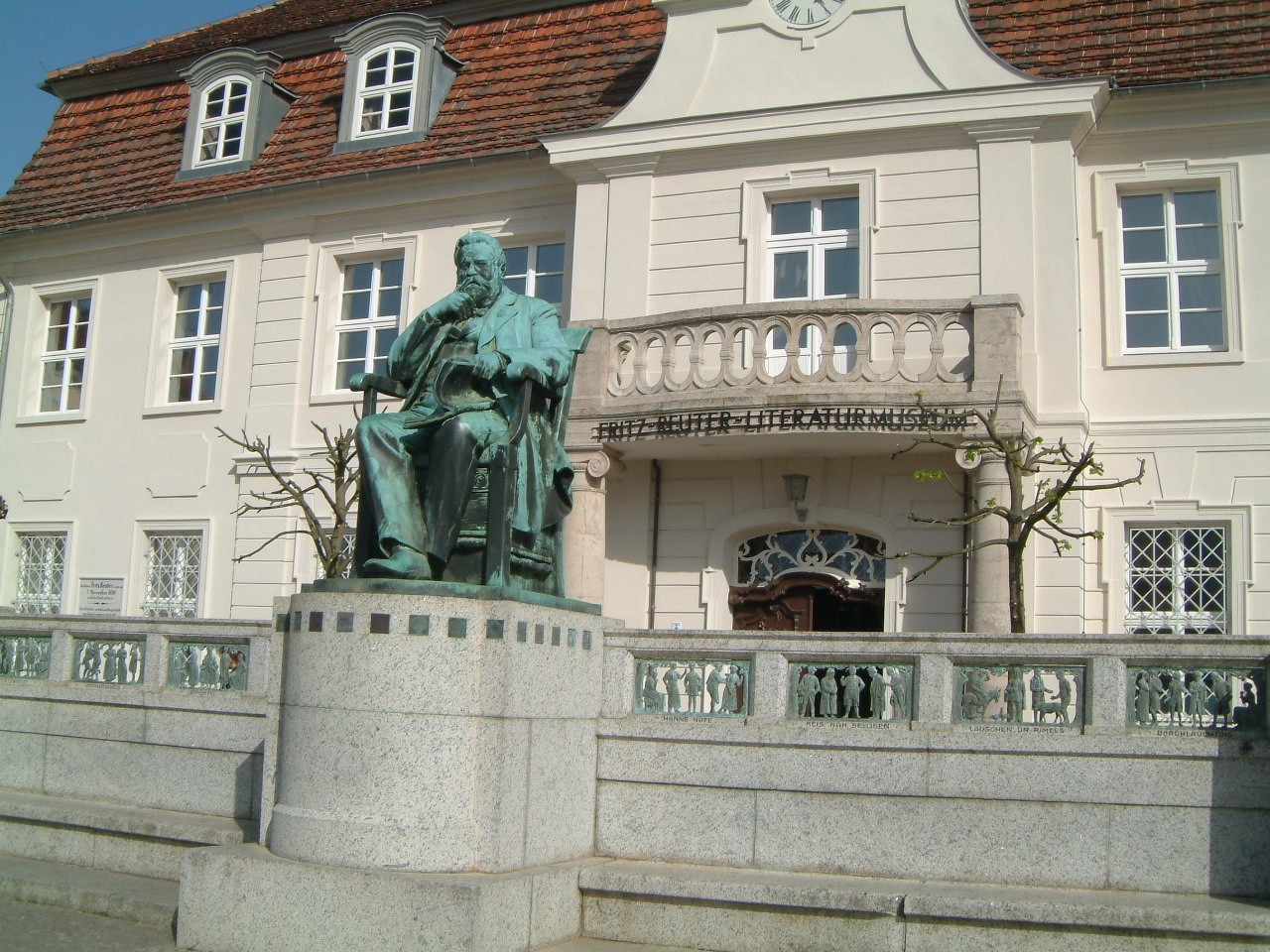
Fritz Reuter som staty utanför det efter honom uppkallade museet i Stavenhagen.